# Venă labială superioară
Vena labială superioară este vena care primește sânge de la buza superioară. 

## Imagini suplimentare

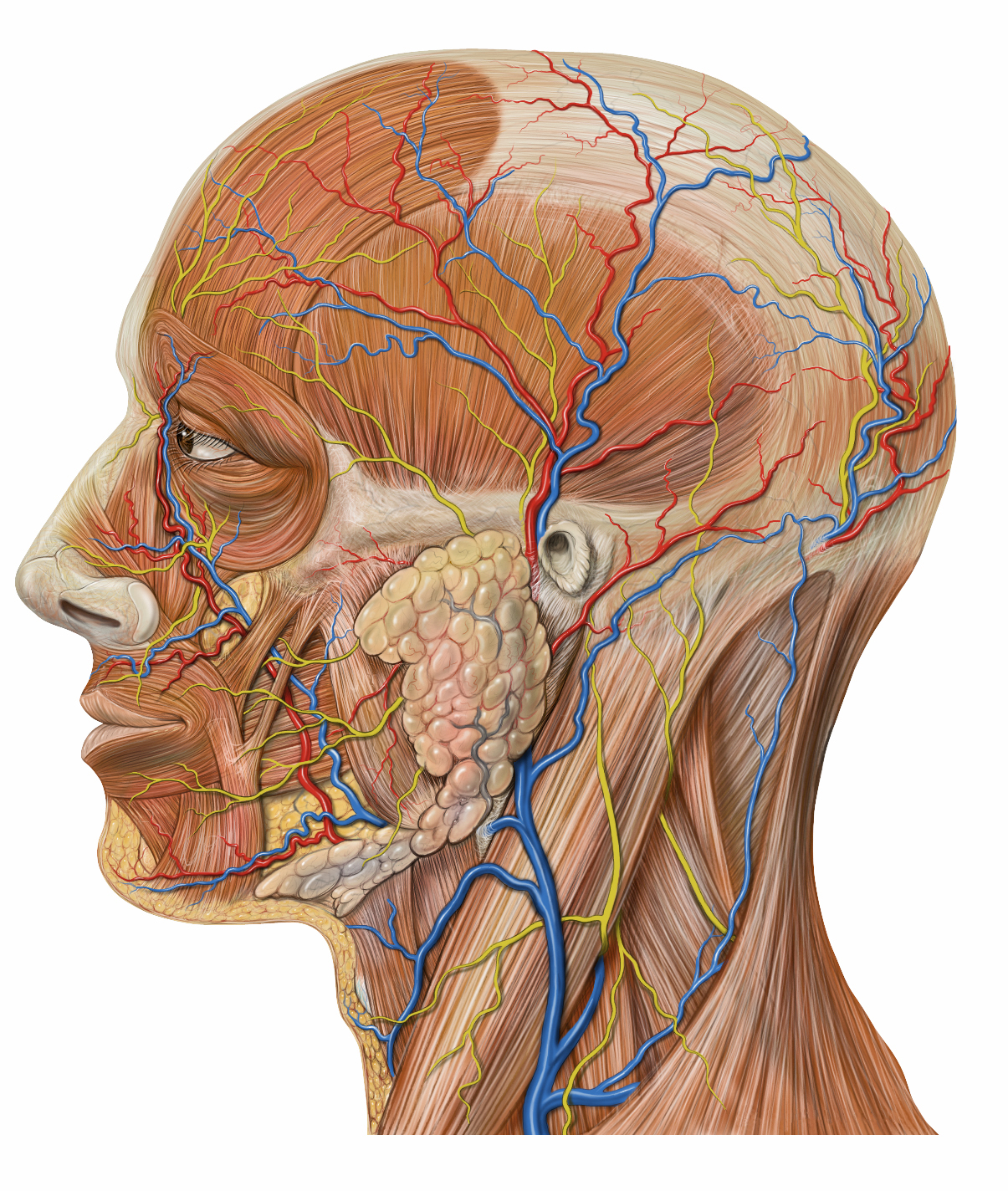
Detaliul anatomiei capului lateral
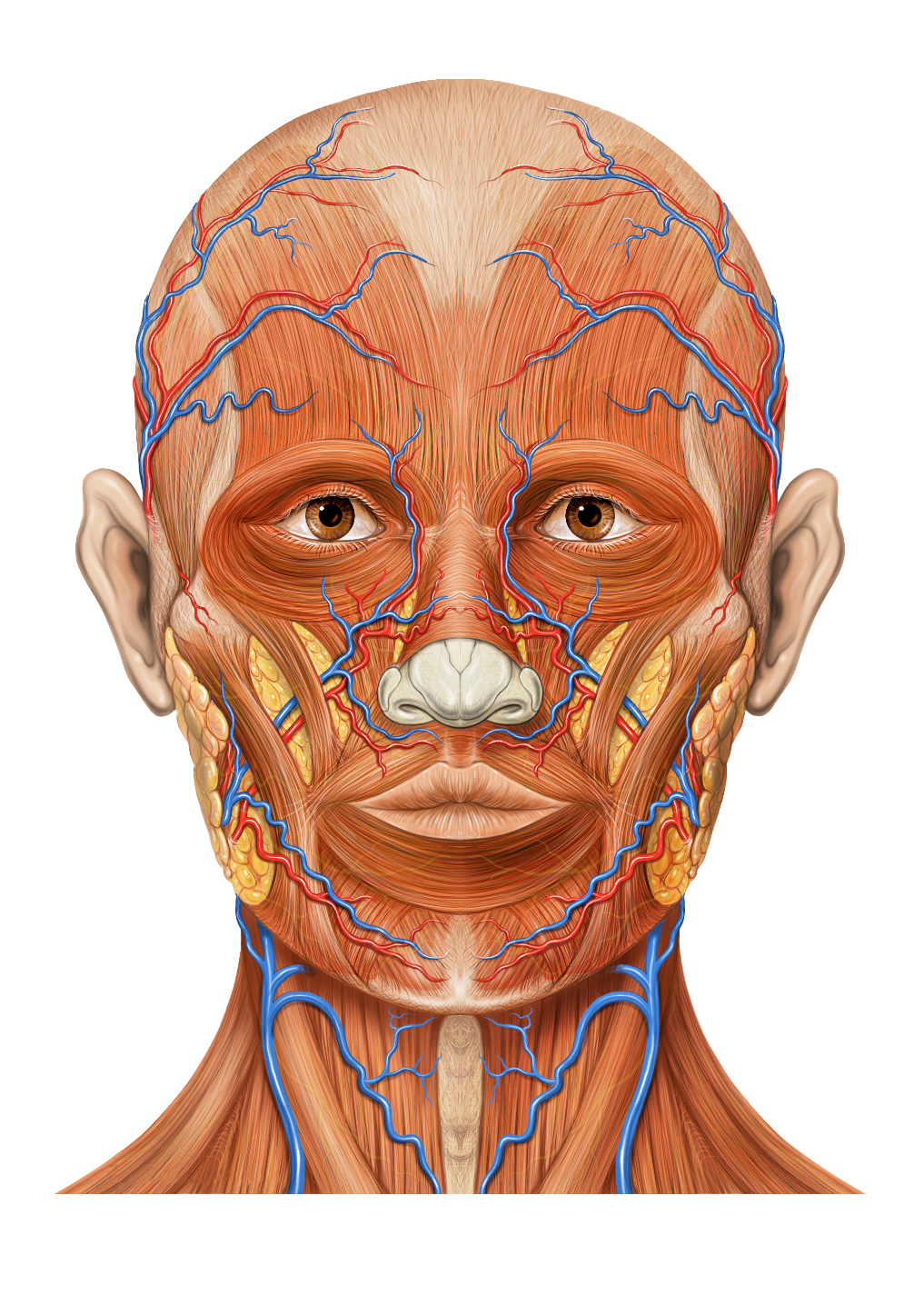
Anatomia capului vedere anterioară

## Vezi și
- Venă labială inferioară